# North Sioux City
North Sioux City ist eine Kleinstadt (mit dem Status „City“) im Union County im US-amerikanischen Bundesstaat South Dakota. Das U.S. Census Bureau hat bei der Volkszählung 2020 eine Einwohnerzahl von 3042 ermittelt.

## Geografie
North Sioux City ist die südlichste und am niedrigsten gelegene Stadt South Dakotas. Die Stadt liegt im äußersten Südosten des Bundesstaates am westlichen Ufer des die Grenze zu Iowa bildenden Big Sioux River, kurz vor dessen Mündung in den Missouri. Dieser fließt in rund zwei Kilometer Entfernungs südwestlich an North Sioux City vorbei. Die Stadt liegt wenige Kilometer nordwestlich der Schnittstelle der Bundesstaaten South Dakota, Iowa und dem an dieser Stelle südlich des Missouri liegenden Nebraska. Der Nordwesten des Stadtgebiets liegt am McCook Lake, einem Altarm des Missouri.
Die geografischen Koordinaten von North Sioux City sind 42°31′52″ nördlicher Breite und 96°29′44″ westlicher Länge. Das Stadtgebiet erstreckt sich über eine Fläche von 5,93 km².
Benachbarte Orte von North Sioux City sind neben dem auf der gegenüberliegenden Seite des Big Sioux River in Iowa liegenden Sioux City noch Dakota Dunes (7,2 km südlich) und Jefferson (10,6 km nordwestlich).
Die nächstgelegenen größeren Städte sind Sioux Falls (131 km nördlich), Fargo in North Dakota (514 km in der gleichen Richtung), Minneapolis in Minnesota (451 km nordöstlich), Rochester in Minnesota (447 km ostnordöstlich), Iowas Hauptstadt Des Moines (330 km südöstlich), Omaha in Nebraska (172 km südsüdöstlich) und Kansas City in Missouri (459 km in der gleichen Richtung).

## Geschichte
Die erste Besiedlung der Gegend und des heutigen Staates South Dakota durch Weiße geschah um das Jahr 1860, als die Siedlung McCook gegründet wurde, die heute den Nordwesten der heutigen Stadt bildet. McCook war der erste Verwaltungssitz des Union County, bis dieser nach dem Bürgerkrieg nach Elk Point verlegt wurde. Der Siedlungsschwerpunkt verlagerte sich nun nach Südosten, an den Big Sioux River.
Die Bevölkerungszahl nahm allmählich zu, sodass North Sioux City 1951 als selbstständige Kommune inkorporiert wurde. Die Bürger bezeichnen aufgrund ihrer Lage und ihrer Siedlungsgeschichte als Gateway to South Dakota.
Im Jahr 1927 landete Charles Lindbergh nach seinem Atlantikflug im Rahmen einer Tour durch das gesamte Land auf dem heutigen Flugplatz und wurde von einer großen Menschenmenge gefeiert.

## Verkehr
Durch das Stadtgebiet von North Sioux City verläuft die Interstate 29, die von Kansas City nach Winnipeg in der kanadischen Provinz Manitoba führt. Der South Dakota Highway 105 verläuft in Nordwest-Südost-Richtung als Hauptstraße durch das Stadtgebiet von North Sioux City. Alle anderen Straßen innerhalb des Stadtgebiets sind untergeordnete Landstraßen, teils unbefestigte Fahrwege oder innerörtliche Verbindungsstraßen.
Durch North Sioux City führt für den Frachtverkehr eine Eisenbahnstrecke der BNSF Railway.
Mit dem Graham Field befindet sich am östlichen Stadtrand ein kleiner Flugplatz. Die nächsten größere Flughäfen sind der Sioux Gateway Airport in Sioux City (21,5 km südöstlich) und der 135 km nördlich gelegene Sioux Falls Regional Airport, der größte Flughafen South Dakotas.

## Demografische Daten
Nach der Volkszählung im Jahr 2010 lebten in North Sioux City 2530 Menschen in 1073 Haushalten. Die Bevölkerungsdichte betrug 426,6 Einwohner pro Quadratkilometer. In den 1073 Haushalten lebten statistisch je 2,36 Personen.
Ethnisch betrachtet setzte sich die Bevölkerung zusammen aus 93,5 Prozent Weißen, 0,6 Prozent Afroamerikanern, 1,3 Prozent amerikanischen Ureinwohnern, 0,6 Prozent Asiaten, 0,1 Prozent Polynesiern sowie 1,4 Prozent aus anderen ethnischen Gruppen; 2,6 Prozent stammten von zwei oder mehr Ethnien ab. Unabhängig von der ethnischen Zugehörigkeit waren 3,8 Prozent der Bevölkerung spanischer oder lateinamerikanischer Abstammung.
24,7 Prozent der Bevölkerung waren unter 18 Jahre alt, 62,2 Prozent waren zwischen 18 und 64 und 13,1 Prozent waren 65 Jahre oder älter. 51,0 Prozent der Bevölkerung war weiblich.

Das mittlere jährliche Einkommen eines Haushalts lag bei 51.974 USD. Das Pro-Kopf-Einkommen betrug 24.787 USD. 9,0 Prozent der Einwohner lebten unterhalb der Armutsgrenze.